# Augusta Treverorum
Augusta Treverorum (latín significando ciudad de Augusto en el país de los tréveros) era una ciudad en la provincia Germania Inferior del Imperio romano en la orilla del Mosela. Es el antecedente de la actual ciudad de Tréveris y una de tantas ciudades que llevan el nombre del emperador Augusto.

## Historia
Los primeros asentamientos datan de tiempos prehistóricos. En el barrio romano de alfareros en la orilla del Mosela se detectaron hallazgos de la cultura de la cerámica de bandas. La zona probablemente ya había sido deforestada y un vado se encontraba en el lugar donde los romanos construyeron el primer puente de madera sobre el Mosela en 17 a. C., según la datación dendrocronológica y se supone que la ciudad fue fundada en ese momento. Los fragmentos de una inscripción sobre un monumento para los nietos de Augusto, Lucio y Cayo, fallecidos en 2 y 4 d. C. respectivamente, demuestran que a finales del reinado de Augusto el asentamiento tenía estructuras urbanas. El análisis de hallazgos de la época temprana romana en el área urbana confirma esta evaluación, lo que coincide con el abandono del asentamiento sobre el monte, de manera que pueda haber habido un traslado de centro administrativo tribal de los tréveros.

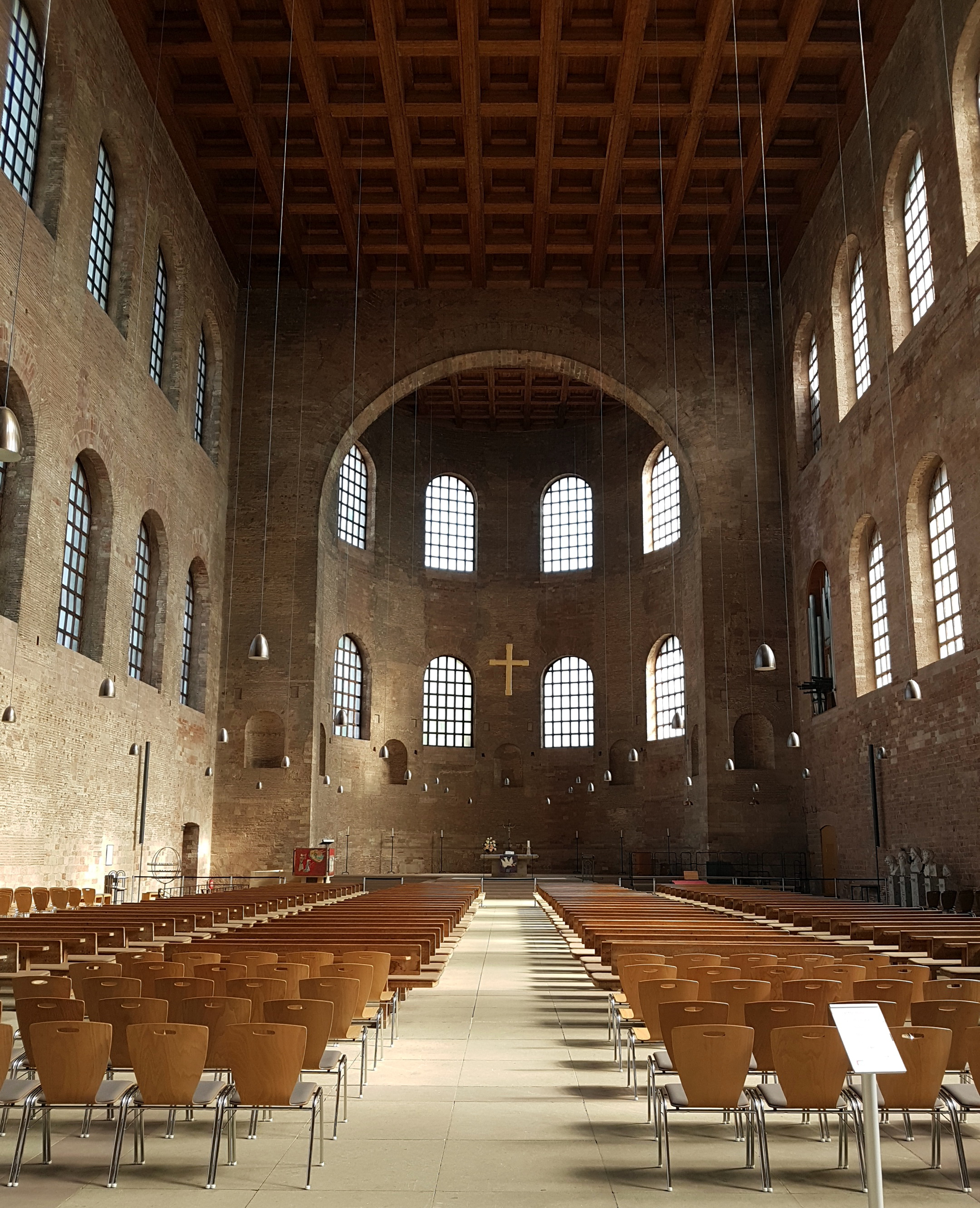
Interior de la basílica de Constantino de Tréveris.

Tácito mencionó por vez primera un puente de piedra sobre el Mosela en su reporte sobre la rebelión de los bátavos en 69 d. C. y también que la ciudad era una colonia romana. Ya que no hay otras pruebas, no queda definitivamente claro si Tácito emplea este término en un sentido legal o sólo urbanístico, lo que parece ser más probable, y ya esto comprueba la importancia de la ciudad.
La ciudad creció rápidamente. Se construyeron numerosos edificios como las termas del mercado de ganado alrededor de 80 d. C. o el anfiteatro que daba cabida a un gran número de espectadores alrededor de 100 d. C. En el siglo IV Augusta Treverorum contaba con unos 80 000 habitantes y era la mayor ciudad al norte de los Alpes.

## Augusta Treverorum alrededor de 360/370 d.C.
Modelos del Museo regional renano Tréveris:
|           |
| La ciudad |

|                         |
| Termas de Santa Bárbara |

|                   |
| Termas imperiales |

## Enlaces

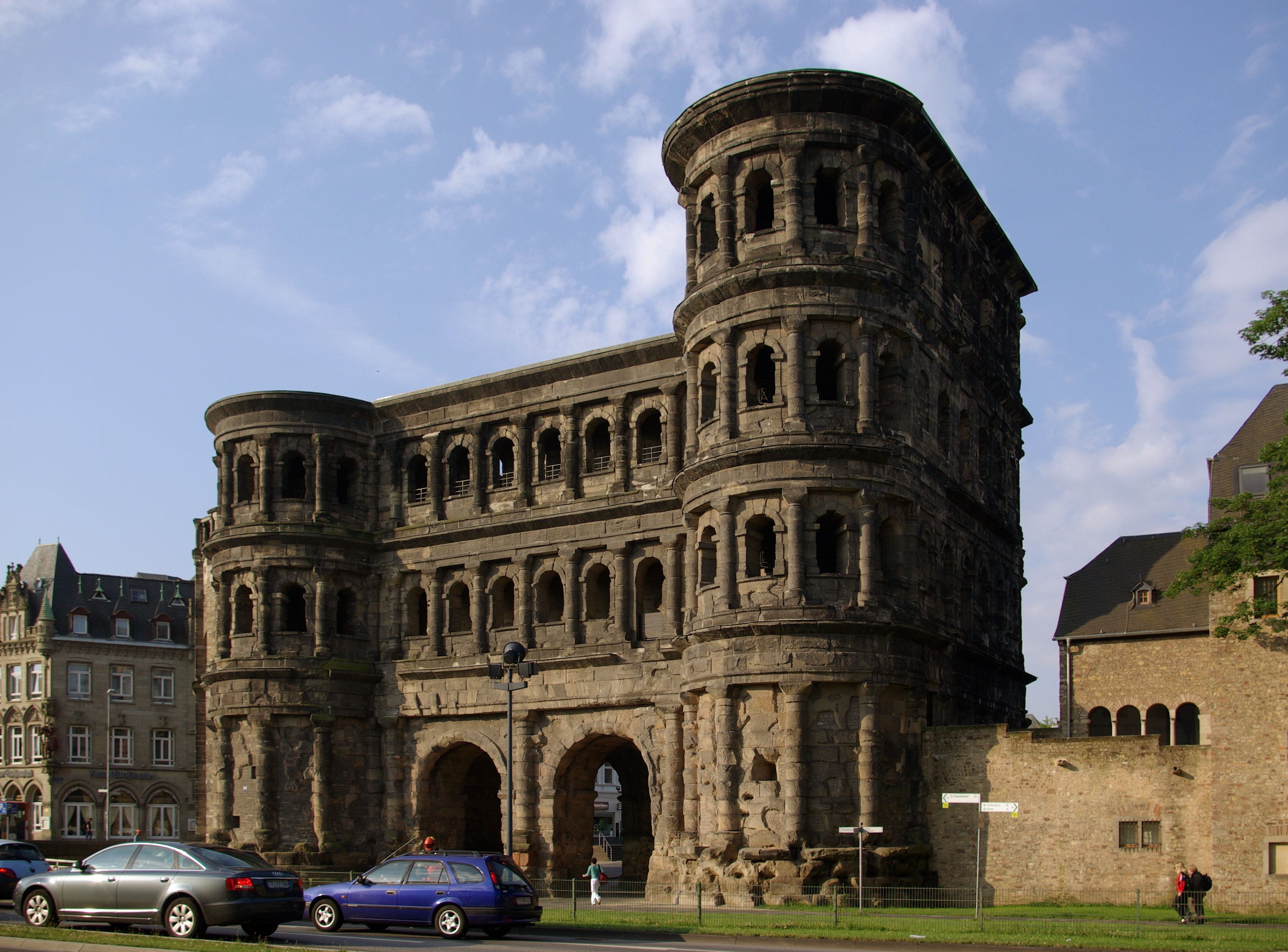
La Porta Nigra una de las entradas monumentales de la Augusta Treverorum bajoimperial.

- Wikimedia Commons alberga una galería multimedia sobre Augusta Treverorum.